# James Allen (Politiker)

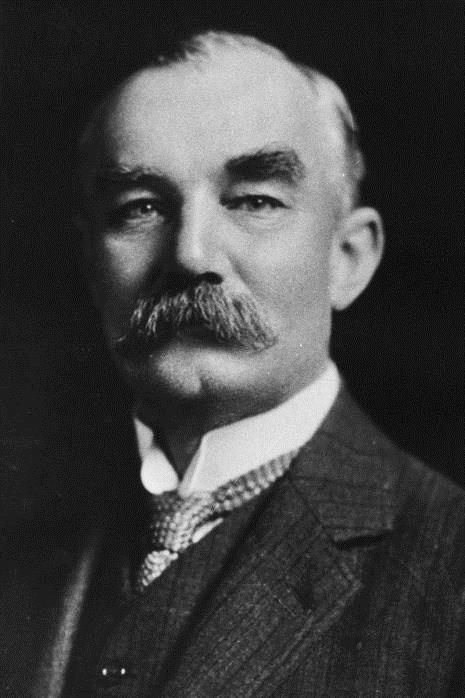
James Allen (zwischen 1880 und 1890)

Sir James Allen, GCMG, KCB, VD, MLC, JP, (* 10. Februar 1855 in Adelaide, Australien; † 28. Juli 1942 in Dunedin, Neuseeland) war ein neuseeländischer, zunächst unabhängiger Politiker und später Politiker der neuseeländischen Reform Party. Allen war unter Premierminister William Massey nacheinander Finanzminister und dann Außen- und Verteidigungsminister.

## Frühes Leben
James Allen wurde am 10. Februar 1855 als Sohn der Eheleute Esther Bax und James Allen in Adelaide, Australien geboren. Nach dem Tod von Allens zog der Vater mit ihm und seinem Bruder irgendwann zwischen 1856 und 1859 nach Dunedin. In den Jahren 1861 oder 1882 kamen die beiden Kinder in die Obhut ihres Onkels in Cockhill, Somersetshire in England. Allens Vater verstarb 1865 in Dunedin und so verblieben Allen und sein Bruder in Somersetshire, wo sie beide auch ihre Schulausbildung bekamen. 1869 wechselte Allen an das Clifton College in Bristol. Mit einem Stipendium für Naturwissenschaften in der Tasche studierte er anschließend am St John’s College in Cambridge und schloss dort im Jahr 1877 mit einem Bachelor ab.
Am 23. August 1877 heiratete Allen seine Cousine Mary Jane Hill Richards in Evercreech und nahm für eine kurze Zeit eine Lehrerstelle in Harrow an. Aus der Ehe mit seiner Cousine sollten sechs Kinder hervorgehen.

## Neuseeland
Noch im Jahr 1877 kehrte Allen nach Dunedin zurück, um den Nachlass und das Vermögen seines verstorbenen Vaters zu verwalten. 1880 gewann er einen Sitz im Stadtrat der Stadt Dunedin und war sportlich im Rudern und Rugby aktiv. Im März 1883 trat er von seinen Ämtern in der Stadt zurück, um in England weiter studieren zu können.

## England
1884 reiste Allen nach England und besuchte für drei Jahre die Normal School of Science und die Royal School of Mines in London.

## Neuseeland
1987 kehrte er nach Dunedin zurück und beteiligte sich mit Erfolg am Kohle- und Goldbergbau der Region.

### Politiker
Im selben Jahr kandidierte er als Konservativer über den Wahlkreis Dunedin East für das New Zealand Parliament und siegte über den seinerzeit amtierenden Premierminister Sir Robert Stout, dessen Amtszeit damit endete. Bei den Parlamentswahlen im Jahr 1890 verlor er seinen Sitz wieder, konnte aber bei den Nachwahlen zwei Jahre später seinen Wiedereinzug ins Parlament feiern. Den Sitz behielt er bis zum Jahr 1920.
Von 1892 bis 1912 profilierte sich Allen als Anführer der Opposition im Parlament und trat dann, nun Mitglied der Reform Party, ab 1912 in die Regierung von William Massey ein. In der Regierung übernahm Allen von 1912 bis 1920 das Amt des Minister of Defence (Verteidigungsminister) und von 1919 bis 1920 zusätzlich die Ämter des Minister of Finance (Finanzminister) und des Minister of External Affairs (Außenminister). Anschließend übernahm er von 1920 bis 1926 das Amt des High Commissioner of New Zealand to the United Kingdom in London. Des Weiteren vertrat er Neuseeland im Völkerbund und wurde dort in die Kommission berufen, die die Finanzen der Organisation kontrollierte. Als Deutschland in den Völkerbund aufgenommen werden sollte, wurde er im März 1926 zum stellvertretenden Vorsitzenden des Ausschusses dafür berufen. Von 1927 bis zu seiner Pensionierung war Allen zusätzlich Mitglied des Legislative Council of New Zealand.

## Bildungsbereich
Allen entwickelte ein großes Interesse für den Bereich der Bildung und wurde für sein Engagement 1887 zum Mitglied auf Lebenszeit im Council of the University of Otago gewählt. Von 1903 bis 1909 übernahm er die Aufgabe des stellvertretenden Kanzlers der University of Otago und von 1909 bis 1912 die Position des Kanzlers.
Als Mitglied des Senats der University of New Zealand unterstützte er fortschrittliche Maßnahmen, setzte sich für die Belange der School of Mines der Universität ein und engagierte sich aber auch für die Entwicklung anderer Fachbereiche. Außerhalb des Bereichs der Universität half er 1889 bei der Einrichtung von technischen Kursen. Er engagierte sich für die Dunedin Free Kindergarten Association und war Mitglied des Leitungsgremiums der Otago Boys’ High School sowie des der Otago Girls’ High School.

## Militär
Allen erhielt seine erste, militärähnliche Ausbildung am Clifton College in England. In Dunedin dann war er ab April 1891 aktives Mitglied der Volunteer Force und übernahm das Kommando über die Dunedin Naval Artillery Volunteers. Später übernahm er den Dienst als Otago Divisional Staff und ab 1911 wurde er mit dem Rang eines Colonel (Oberst) der Coast Defence Commander des Otago Military District. Im Juli 1912 quittierte er diesen Dienst und übernahm die Präsidentschaft des Otago-Zweigs der Navy League.

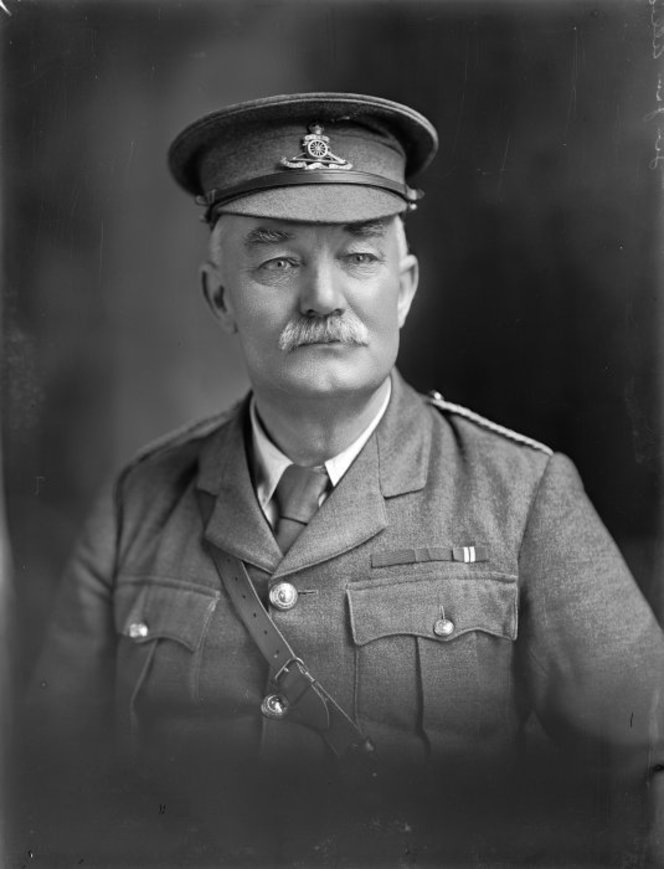
Sir James Allen

Mit Beginn des Ersten Weltkriegs beaufsichtigte Allen die Entwicklung und Aufrechterhaltung der neuseeländischen Kriegsanstrengungen, deren Schwerpunkt auf der im Oktober 1914 in den Nahen Osten entsandten Expeditionsstreitmacht lag. Ab August 1916 musste Allen für drei längere Zeiträume das Amt des Premierministers vertretungsweise übernehmen, während Massey an den imperialen Beratungen und einer Friedenskonferenz teilnahm. Auch war Allen für die Kriegsrenten und die Rehabilitation repatriierter Soldaten verantwortlich. Die Belastungen für ihn nahmen in der Zeit derart zu, dass er folglich beabsichtigte, zu den Parlamentswahlen im Jahr 1919 nicht wieder zu kandidieren und von seinen Ämtern zurückzutreten. Massey überzeugte ihn jedoch, wieder zu kandidieren und im Amt zu bleiben.

## England
1920 bot sich für Allen die Gelegenheit aus der neuseeländischen Politik auszusteigen, als er die Position des High Commissioner in London für sein Land übernehmen konnte.

## Neuseeland
1927 kam Allen zurück nach Neuseeland und übernahm bis 1939 den Vorsitz der neuseeländischen Zweigstelle des Institute of Pacific Relations und war als Mitglied des Pazifikrats des Instituts tätig. Auch nahm er den früheren Kontakt zur anglikanischen All Saints’ Church in Dunedin wieder auf und wurde für sie als Laienprediger tätig. Er wurde stellvertretender Präsident der New Zealand Bible-in-Schools League und wurde am 1. Juni 1927 in den Legislative Council des Landes berufen. Bis 1938 zählte er dort zu den aktiven Mitgliedern und ließ sich aber nach Ablauf seiner zweiten Amtszeit am 31. Mai 1941 nicht wieder wählen.
James Allen verstarb am 28. Juli 1942 im Alter von 87 Jahren in Dunedin.

## Werke
- 1899 – New Zealand and federation: the financial aspect. Christchurch Press, Christchurch 1899.
- 1903 – New Zealand's possessions in the South Seas. Notes of the Parliamentary cruise. Christchurch Press, Christchurch 1903.
- 1919 – The central site for Auckland University. Sir James Allen's advice, "Sink your differences": a plea for scientific research. Wilson & Horton, Auckland 1919.
- 1920 – The mandate for Samoa. A paper read to the Royal Colonial Institute on 2. November 1920. Spopswoode, London 1920.
- 1929 – New Zealand and naval defence. A paper read before the New Zealand Historical Association. Coulis Somerville Wilkie, Dunedin 1929.

## Ehrungen
- 1907 – Member of Local Military Examination Board (Otago District)[4]
- 1917 – Knight Commander of the Order of the Bath (KCB)[5]
- 1926 – Knight Grand Cross of the Most Distinguished Order of St Michael and St George (GCMG)
- 1935 – King George V Silver Jubilee Medal[6]